# Kingfisher (Oklahoma)
Pour les articles homonymes, voir Kingfisher.
La ville américaine de Kingfisher est le siège du comté de Kingfisher, dans l'Oklahoma. Lors du recensement de 2000, elle comptait 4 830 habitants.